# Газис, Спиридон
Спиридон Газис (греч.  Σπυρίδων Γαζής , 2 февраля 1835, Лефкас — 19 ноября 1920, Лефкас, Греция) — греческий иконописец и художник второй половины XIX – начала XX веков.

## Биография

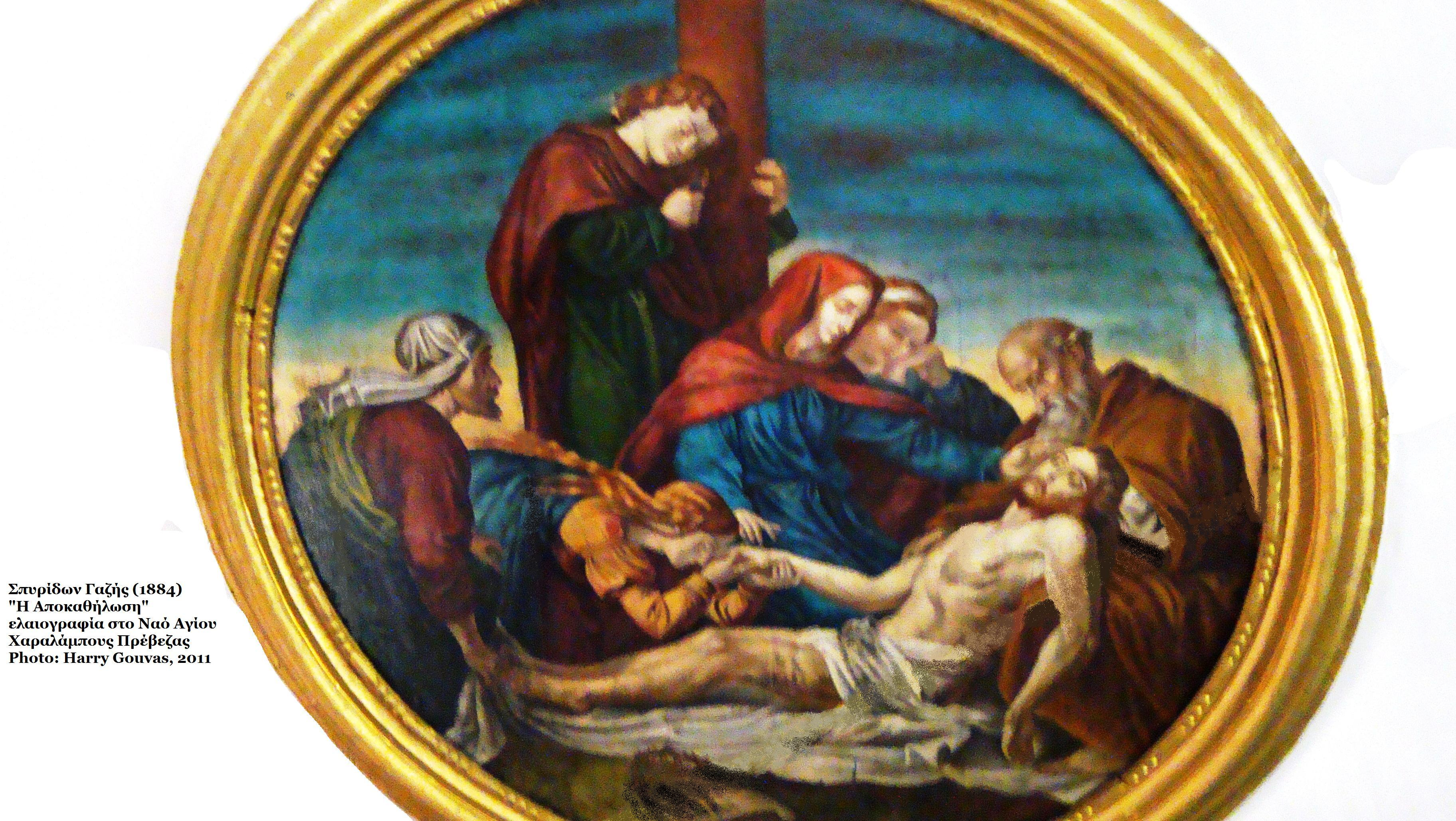
”Снятие с креста”, 1884, Церковь Св. Харлампия, Превеза.

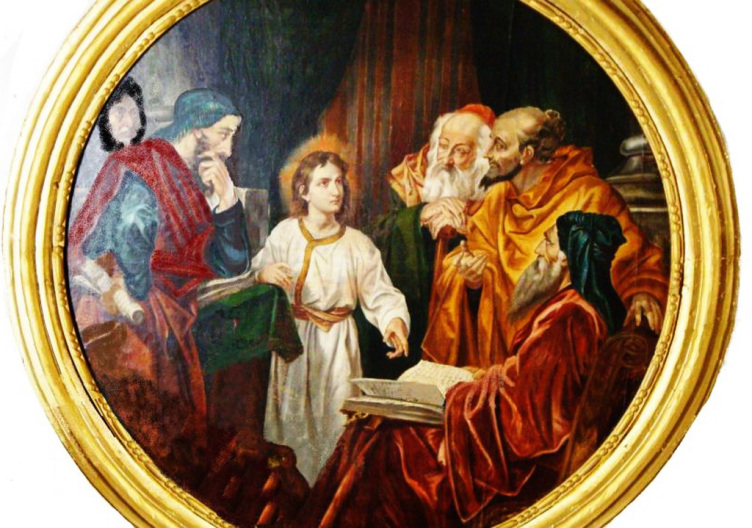
”Встреча Христа с раввинами”, 1884, Церковь Св. Харлампия, Превеза.

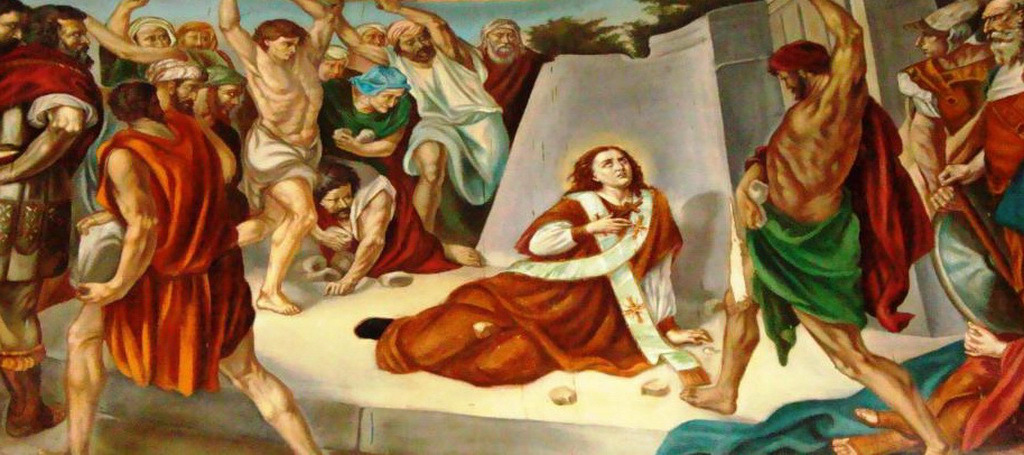
”Каменование Св. Стефана”, 1884, Церковь Св. Харлампия, Превеза.

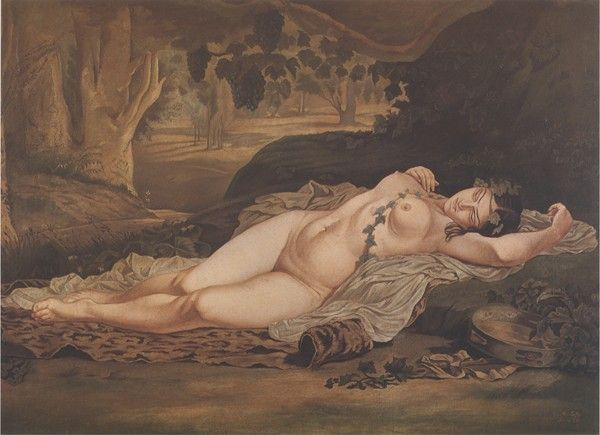
”Спящая”, 1890

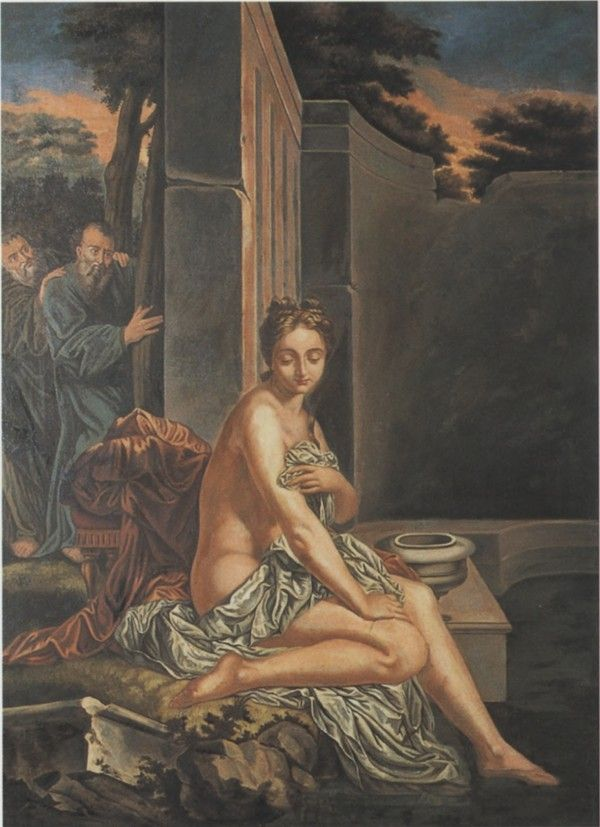
” Сусанна и старцы”, 1891

Спиридон Газис родился в 1835 году на греческом острове Лефкас, в период когда этот остров, как и остальные Ионические острова, ещё находился под британским контролем. С юношества учился иконописи на своём родном острове у местного иконописца Георгия Пацараса. С 1853 года работал на острове Закинф, учеником у местного иконописца Никаса, после чего несколько лет работал свободным художником. 
В 1870 году уехал в Италию, где под влиянием итальянской школы написал несколько портретов, включая “Портрет далматийки”. Неоднократно посещал Венецию. 
Вернувшись на Ионические острова, Газис занялся почти исключительно иконописью и расписал множество церквей на своём острове и близлежащем континентальном побережье (Месолонгион и Превеза). 
Его росписи носят характер “быстрой кисти”. 
Газис был разносторонней личностью (художник, гитарист, поэт), был весёлым человеком, с развитым чувством юмора, вёл богемный образ жизни. 
Примечательно, что он работал только зимой, в то время как остальные времена года посвящал морю, рыбалке, застольям и музыке. 
В отличие от его авторской иконописи, его светские работы являются приблизительными копиями или подражанием итальянским мастерам. 
Спиридон Газис умер на своём родном острове в ноябре 1920 года.